# Campeonato Sul-Americano de Clubes de Futsal de 2015
O Campeonato Sul-Americano de Clubes de Futsal de 2015 foi a décima quinta edição do Campeonato Sul-Americano de Clubes de Futsal, a principal competição da modalidade na América do Sul, organizada pela CONMEBOL. Dividida em zonal sul e zonal norte, a final recebeu os vencedores das duas etapas.
No Zonal Norte, o campeão foi o Club Deportivo Real Bucaramanga, da Colômbia, que venceu a CRE Futsal da Bolívia por 1-0, com gol de José Falcon.. No Zonal Sul, o campeão foi o Sorocaba Futsal, que venceu o Club Atlético Boca Juniors por 5-3, com gols de Falcão em duas ocasiões, Fellipe Mello, Xuxa e Betão, para o Magnus e Martin Amas, Mariano Quintairos e Bruno Souza (gol contra) para o Boca Juniors.
A final entre as duas equipes foi disputada em dois jogos. O Sorocaba venceu ambos, por 4-2 e 5-1, e encerrou a competição como campeão.

## Campeão
| Campeonato Sul-Americano de Clubes de Futsal de 2015 |
| Brasil                                               |
| ---------------------------------------------------- |
| Sorocaba/Futsal Brasil Kirin Campeão (1º título)     |